# Lottie Cunningham Wren
Lottie Cunningham Wren, född 29 september 1959 i Bilwaskarma, är en nicaraguansk jurist och människorättsförsvarare. Hon tillhör urfolksgruppen Miskito.

## Biografi
Cunningham Wren är född i en by vid floden Río Coco på Nicaraguas atlantkust. Hon är utbildad vid Central America University i Managua.
Cunningham Wren arbetar för att försvarar nicaraguanska urfolks lagliga rätt till mark och naturresurser. Hennes insatser anses ha varit viktiga för att stärka urfolkens juridiska skydd. Cunningham Wren var initiativtagare till processen för att fastslå gränser och formella ägandebevis för ursprungsfolkens marker i Nicaragua. Hon har även arbetat för att mänskliga rättigheter för urfolk och människor med rötter i Afrika ska respekteras samt arbetat för bättre skydd mot beväpnade nybyggare.
År 2020 tilldelades hon Right Livelihood Award.